# Fančikovo
Fančikovo (ukrajinsky Фанчиково, maďarsky Fancsika, slovensky Fančiková) je obec ve Vynohradivské městské komunitě v okrese Berehovo v Zakarpatské oblasti Ukrajiny. V roce 2024 zde žilo 2059 obyvatel.
Součástí obce Fančikovo je Prytysjanske a Trstník.

## Historie
První písemná zmínka pochází z roku 1376. Území obce však bylo osídleno již v době neolitu. Do uzavření Trianonské smlouvy byla obec součástí Uherska, poté po názvem Fančikovo byla součástí Československa. V obci byl za první československé republiky obecní notariát. V roce 1945 byla obec připojena k Ukrajinské sovětské socialistické republice, která byla součástí SSSR, a nakonec od roku 1991 je součástí samostatné Ukrajiny.

## Osobnosti
- István Kutlán (1894–1969), maďarský malíř[3]